# 北高加索聯邦管區
北高加索联邦管区（羅馬化：Severo-Kavkazsky federalny okrug），位於俄羅斯西南部的北高加索地區，是目前俄羅斯的联邦管区之一，总面积171,100平方公里，总人口9,038,928(2002)。2010年1月19日自南部聯邦管區獨立而成一聯邦管區。由當時的總統德米特里·梅德韦杰夫簽署命令，成立俄羅斯的第8個聯邦管區。成立該區的目的，根據梅德韦杰夫的說法是為解決經濟領域犯罪和嚴重的行賄問題。第一任總統駐北高加索聯邦區全權代表為亚历山大·赫洛波宁。梅德偉傑夫在任命赫洛波寧時，也同時任命其為政府副總理，他不僅擁有經濟權限，而且擁有在人事與強力機構工作等法律部門的權限。

## 行政区划
北高加索联邦区包括达吉斯坦共和国、印古什共和国、卡巴尔达—巴尔卡尔共和国、卡拉恰伊-切尔克斯共和国、北奥塞梯共和国、车臣共和国和斯塔夫罗波尔边疆区。联邦区中心设于皮亚季戈尔斯克。
| North Caucasian Federal District | North Caucasian Federal District | North Caucasian Federal District | North Caucasian Federal District | North Caucasian Federal District | North Caucasian Federal District | North Caucasian Federal District |
| #                                | 州旗/區旗                        | 聯邦主體                         | 面積（平方公里）                 | 人口（2010年）                   | 人口（2012年）                   | 首都/行政中心                    |
| -------------------------------- | -------------------------------- | -------------------------------- | -------------------------------- | -------------------------------- | -------------------------------- | -------------------------------- |
| 1                                |                                  | 达吉斯坦共和国                   | 50,300                           | 2,910,249                        | 2,931,291                        | 马哈奇卡拉                       |
| 2                                |                                  | 印古什共和国                     | 3,600                            | 412,520                          | 429,458                          | 马加斯                           |
| 3                                |                                  | 卡巴爾達-巴爾卡爾共和國          | 12,500                           | 859,939                          | 859,149                          | 纳尔奇克                         |
| 4                                |                                  | 卡拉恰伊-切尔克斯共和国          | 14,300                           | 477,859                          | 474,787                          | 切尔克斯克                       |
| 5                                |                                  | 北奥塞梯-阿兰共和国              | 8,000                            | 712,980                          | 709,398                          | 弗拉季卡夫卡兹                   |
| 6                                |                                  | 斯塔夫罗波尔边疆区               | 66,200                           | 2,786,281                        | 2,786,727                        | 斯塔夫罗波尔                     |
| 7                                |                                  | 车臣共和国                       | 15,600                           | 1,268,989                        | 1,303,423                        | 格罗兹尼                         |

## 地理環境
北高加索聯邦區，是高加索地區分佈在黑海和里海及俄羅斯歐洲範圍內的高加索北端地區。總面積171,100平方公里，佔俄羅斯總面積2%，總人口9,038,928，約為俄總人口11.5%
從地理上來看，北高加索包含高加索主峰北坡即西脊的部分，以及山脈南坡一部分的區塊，至西區普索河為止。海洋邊界的部分，普遍認為西起亞速海和刻赤海峽西部，東至里海，根據世界簡明圖集第二版的分類，被普遍接受的北高加索區域是分隔歐亞的歐洲一側。

## 民族及人口比例
此區民族眾多，民族宗教矛盾。自1994年第一次車臣戰爭爆發以來，北高加索地區便成了多個反政府武裝組織的聚集和活躍地。在這個多民族聚集之地，生活著18個民族，其中以俄羅斯族和車臣族居民最多。同時，這裡還匯集了東正教、伊斯蘭教和猶太教等多種教派。
主要由穆斯林人口組成，北高加索區也是俄羅斯境內唯一一個穆斯林為多數民族的聯邦管區，根據2010年的官方人口普查，北高加索的俄裔人口只占了不到該區總人口數的三分之一，約為2,854,040 人(30.26 %)，主要聚集在前高加索西部、大高加索北麓的斯塔夫羅波爾邊疆區（俄語：Ставропольский край）。

## 宗教歷史
北高加索最早的宗教信仰受到拜占庭傳教士的影響，信奉基督教，在卡拉恰伊-切尔克斯共和国存在著俄羅斯境內最古老的基督教堂。但隨著十三世紀蒙古族的入侵，原先的宗教信仰受到重大的打擊，取而代之的是從約莫八世紀開始在山民間流傳的伊斯蘭信仰。公元七世紀，隨著阿拉伯人征服傑爾賓特城（位於今日達吉斯坦共和國）的腳步，伊斯蘭信仰也一併進入北高加索區，直到約莫十九世紀，為了抵抗俄羅斯的侵略及凝聚人們的反殖民化運動，伊斯蘭教逐漸成為取代基督教的主要信仰。 時至今日，車臣、切爾克斯及印古什即為以伊斯蘭教為主要信仰的地區。
北高加索地區的宗教成分複雜，僅伊斯蘭教就包括三個教派：蘇菲派（塔里卡派）；教條神學派和沙斐儀學派與哈乃斐學派的教法學；薩拉菲派（瓦哈比教派），其中薩拉菲派是北高加索的瓦哈比教派，瓦哈比教派是伊斯蘭教的一個極端主義教派，他們信奉沒有刪減或更改的伊斯蘭教原初教義，沙烏地阿拉伯和塔利班武裝是瓦哈比教義的忠實追隨者，堅持建立正統宗教國家。蘇聯解體後，由於俄羅斯當局疲於應對北高加索的社會、經濟、文化危機，當地穆斯林在對中央和地方政權失望的同時，對瓦哈比派思想產生興趣。瓦哈比派的宗旨在論證車臣脫離俄羅斯的問題上起了顯著的作用。

## 經濟及天然資源
北高加索是俄羅斯最貧窮的聯邦區，擁有最多的青年人口，同時也是最高的失業率。工作方面以臨時工為主，面臨著不可預測的未來及經濟來源，一半以上的就業收入在貧窮線以下。
聯邦區的收入來源主要來自中央政府的補助，但同時其資源的開採權及稅務收益也被中央所把持。北高加索區的礦產以石油和天然氣最豐富。農業也較發達，是俄聯邦主要的糧食基地之一，整體產業結構表現出農工業綜合體的特性。
經濟型態仍維持在農村的生活模式，基本建設的缺乏造就了水、電、天然氣的供應不足。貪污腐敗盛行，使得此區更加顯得分配不均。更甚者，聯邦區的某些共和國自從二戰後即存在著地雷問題，例如車臣共和國，人民甚至無法依靠農業達成自給自足。今日俄羅斯在原油產量上僅落後沙烏地阿拉伯及美國，位居全球第三，而北高加索聯邦區做為對歐洲的主要油汽供應網絡，仍因為開採及分配權掌握在中央及財閥手中，人民依舊普遍貧窮，區域動盪不安。
第二次車臣戰爭結束後，隨著安全局勢趨於穩定，車臣的經濟重建漸入軌道，經濟形勢逐漸好轉。但與此形成鮮明對比的是，北高加索其他地區的整體經濟形勢卻在不斷惡化，其人均GDP總量不足全國平均水準的1/2，失業率遠高於全國平均水準。由於就業困難，許多青少年出於生計的需要被吸收進恐怖團夥。俄政府已經制定了北高加索聯邦區未來15年的經濟規劃，計劃到2025年將該地區的人均國內生産總值提高1.7倍，失業率從目前的16％降至5％。

## 戰略地位
北高加索和外高加索“唇齒相依”。在波羅的海三國加入北約、美國軍事力量進入中亞的情況下，一旦外高加索成爲北約的勢力範圍，俄羅斯將處於北約的半包圍之中。
爲了能保住自己的“南部屏障”，確保南大門不直接面對北約侵犯壓力，俄羅斯在不斷調整與外高加索三國關係的同時，也在不斷加強高加索地區的軍事存在。目前，北高加索軍區已成爲俄軍兵力最多、戰鬥力最強的軍區。